# Dixonius vietnamensis
Dixonius vietnamensis är en ödleart som beskrevs av  Das 2004. Dixonius vietnamensis ingår i släktet Dixonius och familjen geckoödlor. IUCN kategoriserar arten globalt som livskraftig. Inga underarter finns listade i Catalogue of Life.